# Bogatele
Bogatele (lit. Bagotėliai) − wieś na Litwie, w rejonie wileńskim, 4 km na południowy zachód od Duksztów, zamieszkana przez 13 ludzi. 
W II Rzeczypospolitej folwark Bogatele należał do powiatu wileńsko-trockiego w województwie wileńskim.